# Giannis Dalianidis
Giannis Dalianidis (31 de dezembro de 1923 - 16 de outubro de 2010) foi um cineasta grego.